# Mickey Nicolas
René Eugene Michel „Mickey“ Nicolas (* 18. Januar 1926 in Laon; † 14. August 2018) war ein französischer Jazz- und Unterhaltungsmusiker (Altsaxophon, Arrangement, Komposition).

## Leben und Wirken
Nicolas studierte Saxophon bei Marcel Mule am Pariser Konservatorium. Zunächst spielte er ab den 1950er-Jahren als Saxophonist in den Orchestern von Claude Bolling, Benny Vasseur, Guy Lafitte, Christian Chevallier, Michel Legrand, Eddie Barclay und Kenny Clarke. 1960 war er am Soundtrack des Spielfilms Paris Blues beteiligt. In den 1960er-Jahren spielte er u. a. mit Martial Solal, Jean Luc Ponty, Jef Gilson und Boulou Ferré. 1969 leitete er eine Studiosession des Sängers und Schauspielers Guy Marchand („Je cherche une femme“, u. a. mit Stéphane Grappelli, Francis Lemaguer, Guy Pedersen und Gus Wallez). Im Bereich des Jazz war er laut Tom Lord zwischen 1956 und 1969 an 23 Aufnahmesessions beteiligt.
Als Komponist war Nicolas Autodidakt und seit 1944 Mitglied des französischen Komponistenverbands SACEM. Von 1977 bis 1990 war er Assistent des Dirigenten im Pariser Kabarett Le Lido. Er komponierte außerdem eine Reihe von Filmmusiken, viele Show- und Ballettmusiken (wie „Formule 1“, „Listening to Paris“ und „Music for Gentry“) und viele weitere Lieder. Unter eigenem Namen legte er mehrere Easy-Listening-LPs und EPs vor wie Join the Dance No. 10 und Gloria / Vive le Mariage / String Time / Les Sept Merveilles du Monde.

## Filmografie (Auswahl)
- 1967: Au pan coupé (Regie: Guy Gilles)
- 1970: Le clair de terre (Regie: Guy Gilles)
- 1976: Mini-chroniques (TV-Serie)